# 수티삭 싱콘
수티삭 싱콘(태국어: สุทธิศักดิ์ สิงขร, 1996년 10월 5일 ~ )은 태국의 육상 10종경기 선수이다.

## 경력
2017년 아시아 육상 선수권 대회에서 우승하였고, 2018년 아시안 게임 은메달, 2019년 유니버시아드 동메달을 획득하였다.